# بیاوا گورا (استان پومرانی)
بیاوا گورا (استان پومرانی) (به لهستانی:  Biała Góra) یک روستا در لهستان است که در گمینا شتوم واقع شده‌است. بیاوا گورا ۲۵۰ نفر جمعیت دارد.